# دورانس
 دورانس رودی است به رون می‌ریزد. این رود از کشور فرانسه می‌گذرد.